# ピエトロ・スカリア
ピエトロ・スカリア（Pietro Scalia, 1960年3月17日 - ）は、イタリア系アメリカ人の編集技師。シチリア出身。

## フィルモグラフィ
- Megaville （1990年）
- JFK JFK （1991年）
- Jackpot （1992年）
- リトル・ブッダ Little Buddha （1993年）
- クイック&デッド The Quick and the Dead （1995年）
- 魅せられて Stealing Beauty （1996年）
- G.I.ジェーン G.I. Jane （1997年）
- グッド・ウィル・ハンティング/旅立ち Good Will Hunting （1997年）
- ビッグ・ヒット The Big Hit （1998年）
- マイ・ハート、マイ・ラブ Playing by Heart （1998年）
- グラディエーター Gladiator （2000年）
- ハンニバル Hannibal （2001年）
- ブラックホーク・ダウン Black Hawk Down （2001年）
- 最高の人生 Levity （2003年）
- ボブ・ディランの頭のなか Masked and Anonymous （2003年）-兼 製作総指揮
- Ashes and Snow （2005年）
- The Great Raid （2005年）
- SAYURI Memoirs of a Geisha （2005年）
- アメリカン・ギャングスター American Gangster （2007年）
- ハンニバル・ライジング Hannibal Rising （2007年）
- ワールド・オブ・ライズ Body of Lies （2008年）
- キック・アス Kick-Ass （2010年）
- ロビン・フッド Robin Hood （2010年）
- アメイジング・スパイダーマン The Amazing Spider-Man （2012年）
- プロメテウス Prometheus （2012年）
- 悪の法則 The Counselor （2013年）
- アメイジング・スパイダーマン2 The Amazing Spider-Man 2 （2014年）
- チャイルド44 森に消えた子供たち Child 44（2015年）
- オデッセイ The Martian（2016年）
- 追憶の森 The Sea of Trees（2016年）- 兼 Co-プロデューサー
- 13時間 ベンガジの秘密の兵士 13 Hours: The Secret Soldiers of Benghazi（2016年）
- エイリアン：コヴェナント Alien: Covenant（2017年）
- ハン・ソロ/スター・ウォーズ・ストーリー Solo: A Star Wars Story （2018年）
- アンビュランス Ambulance（2022年）
- モービウス Morbius（2022年）- 兼 アソシエイトプロデューサー
- グレイマン The Gray Man（2022年）
- フェラーリ Ferrari（2023年）

## 受賞歴
アカデミー賞
- 受賞: 編集賞 - 1991年『JFK』
- ノミネート: 編集賞 - 1997年『グッド・ウィル・ハンティング/旅立ち』
- ノミネート: 編集賞 - 2000年『グラディエーター』
- 受賞: 編集賞 - 2001年『ブラックホーク・ダウン』

アメリカ映画編集者協会賞
- 受賞: 長編映画編集賞 - 1991年『JFK』
- ノミネート: 長編映画編集賞 - 1997年『グッド・ウィル・ハンティング/旅立ち』
- 受賞: 長編映画編集賞（ドラマ部門） - 2000年『グラディエーター』
- 受賞: 長編映画編集賞（ドラマ部門） - 2001年『ブラックホーク・ダウン』

英国アカデミー賞
- 受賞: 編集賞 - 1991年『JFK』
- 受賞: 編集賞 - 2000年『グラディエーター』
- ノミネート: 編集賞 - 2001年『ブラックホーク・ダウン』
- ノミネート: 編集賞 - 2007年『アメリカン・ギャングスター』